# 1931年至1932年英格蘭足總盃
1931/32球季英格蘭足總盃（英語：FA Cup），是第57屆英格蘭足總盃，今屆賽事的冠軍是紐卡素，他們在決賽以2:1擊敗阿仙奴，奪得冠軍。本屆賽事繼續在舊溫布萊球場舉行。

## 外部連結
1. 英格蘭足總盃官網Archive-It的存檔，存档日期2012-04-24
2. 英格蘭足總盃 歷屆冠軍（页面存档备份，存于）